# Mpumalanga Black Aces
Le Mpumalanga Black Aces est un club de football sud-africain basé à Witbank.

## Historique
- 1937 : fondation du club sous le nom de Ukhumba Black Aces ou City Pillars
- 2007 : le club est renommé Mpumalanga Black Aces

## Palmarès
- Coupe d'Afrique du Sud (1) 
  - Vainqueur : 1993
  - Finaliste : 1983, 2008

- MTN 8 (en) (1)
  - Vainqueur : 1980